# فنی برنی
فرانسیس برنی (انگلیسی: Frances Burney; ۱۳ ژوئن ۱۷۵۲ – ۶ ژانویهٔ ۱۸۴۰) معروف به فنی برنی (به انگلیسی: Fanny Burney) و مادام داربله (به انگلیسی: d'Arblay) نویسنده، رمان‌نویس، و مقاله‌نویس اهل پادشاهی متحد بریتانیای کبیر و ایرلند بود.

## زندگی‌نامه
او در ۱۷۵۲ در کینگز لین انگلستان به دنیا آمد. پدر او موسیقی‌دان و مورخ موسیقی چارلز برنی بود. او در نه سالگی مادرش را از دست داد. در بیست و پنج سالگی رمان مشهورش به نام اولینا: تاریخ قدم گذاشتن یک بانوی جوان در جهان را منتشر کرد، و از ترس آن که مبادا موجب رنجش پدرش شود نام خود را بر این داستان نگذاشت. امروزه این رمان را سرآغاز سنت رمان خانوادگی می‌دانند. فنی به دنبال آن دست به نگارش داستانهای موفق و پرفروش سسیلیا (۱۷۸۲)، کاملیا (۱۷۹۶) و آواره (۱۸۱۴) زد.
فنی در ۱۷۹۴ در ۴۱ سالگی با یک تبعیدی فرانسوی به نام ژنرال الکساندر داربله ازدواج کرد. او در ۱۷۹۴ صاحب پسری شد. بعدها به مسافرت روی آورد و به موجب جنگ‌های ناپلئونی ده سالی مجبور به سکونت در فرانسه شد. در ۱۸۱۰ پزشکان او را مبتلا به سرطان پستان تشخیص دادند. در ۳۰ سپتامبر ۱۸۱۱ بدون بیهوشی تحت عمل ماستکتومی قرار گرفت و از اولین زنانی بود که تجربه‌اش از ماستکتومی را با جزئیات روی کاغذ آورد.
در ۱۸۱۴ به وی اجازه داده شد به انگلستان بازگردد. او به باث نقل مکان کرد و در ۶ ژانویه ۱۸۴۰ در حالیکه ۸۷ سال داشت در همان‌جا درگذشت. دفتر خاطرات او دو سال پس از مرگش منتشر شد.